# AIDAnova
AIDAnova è una nave da crociera costruita dai cantieri navali Meyer Werft per la compagnia di navigazione tedesca AIDA Cruises. È la prima nave della classe Excellence e ha due navi gemelle, di cui una denominata AIDAcosma.
Ha preso servizio nel dicembre del 2018.

## Informazioni
É la prima nave da crociera al mondo alimentata completamente da gas naturale liquefatto.
La sua consegna è stata segnata da ritardi derivanti da alcune complicazioni dettate dal fatto di essere la prima nave di classe Excellence. Nell'ottobre 2018 è stato annunciato il primo rinvio, annullando tutte le crociere programmate in quel periodo. Un incendio è scoppiato durante la costruzione nel cantiere, danneggiando alcune cabine e ritardando le sue prove in mare. 
Il suo viaggio inaugurale era quindi programmato per il 2 dicembre 2018 da Amburgo. Nel novembre 2018, fu annunciato un secondo ritardo.
AIDAnova è stata consegnata il 12 dicembre 2018 e il suo viaggio inaugurale è avvenuto il 19 dicembre 2018 alle Canarie.
A partire da settembre 2019, AIDAnova naviga nel Mediterraneo e nelle Isole Canarie tutto l'anno.

## Navi gemelle
AIDAnova è parte della classe Excellence, categoria di navi da crociera progettata per il gruppo crocieristico Carnival Corporation & plc per i suoi brand, ed è la prima nave di questa tipologia costruita per AIDA Cruises.
| Nome                 | Sottoclasse   | Armatore             | Stazza (GT) |
| -------------------- | ------------- | -------------------- | ----------- |
| Costa Smeralda       | Smeralda      | Costa Crociere       | 185 010     |
| Iona                 | classe XL     | P&O Cruises          | 184 089     |
| Mardi Gras           | classe XL     | Carnival Cruise Line | 181 808     |
| Costa Toscana        | Smeralda      | Costa Crociere       | 185 010     |
| AIDAcosma            | classe Helios | AIDA Cruises         | 183 900     |
| Carnival Celebration | classe XL     | Carnival Cruise Line | 181 808     |